# Inflacja importowana
Inflacja importowana – odmiana inflacji kosztowej, którą wywołuje wzrost cen towarów sprowadzanych z zagranicy. Wzrost cen produktów importowanych oprócz tego, że sam w sobie zwiększa wartość wskaźnika inflacji, to dodatkowo może powodować wzrost cen produktów krajowych (np. wzrost cen surowców importowanych z zagranicy przekładający się na wzrost cen wyrobu finalnego).
Przykładem inflacji importowanej jest wzrost cen w krajach wysoko rozwiniętych w latach 70. XX, spowodowany wzrostem cen ropy naftowej. Gwałtowny wzrost cen ropy naftowej spowodował podwyżkę cen benzyny i kosztów transportu (składowa kosztów całkowitych większości przedsiębiorstw), co przełożyło się na wzrost przeciętnego poziomu cen w całej gospodarce.